# Zongo (Bas-Congo)
Pour les articles homonymes, voir Zongo (homonymie).
Zongo est une localité de la République démocratique du Congo, située dans la province du Bas-Congo. C'est sur son territoire que se situent les chutes de Zongo Matanda,.